# Martin Matsbo
Martin Matsbo   (Hedemora, 4 d'octubre de 1911 - Södertälje, 6 de setembre de 2002) va ser un esquiador de fons suec que va competir durant les dècades de 1930 i 1940.
El 1936 va prendre part en els Jocs Olímpics de Garmisch-Partenkirchen, on disputà dues proves del programa d'esquí de fons. Guanyà la medalla de bronze en la competició dels relleus 4x10 quilòmetres, formant equip amb John Berger, Arthur Häggblad i Erik August Larsson, mentre en la prova dels 18 quilòmetres fou quart.
En el seu palmarès també destaquen dues medalles de bronze al Campionat del Món d'esquí nòrdic de 1935 i 1938.
Matsbo també destacà desenvolupant ceres pels esquís, com ara Swix, una de les primeres ceres sintètiques, que es va comercialitzar el 1946 i que es va utilitzar als Jocs Olímpics de 1948. Posteriorment, Matsbo va produir altres tipus de cera per als salts d'esquí i l'esquí alpí.